# TVRS
TVRS è un'emittente televisiva di Recanati (MC), fondata nel 1979 da Don Dino Issini. L'amministratore è il dott. Claudio Gabellini, noto imprenditore romagnolo, ma marchigiano d'adozione e già proprietario della TV.

La sede centrale è a Recanati; altre sedi sono ad Ascoli Piceno e Fano.

## Storia

### Gli albori
TVRS (TeleVisione Radio Sound) nasce a Recanati nel 1979 su iniziativa di Don Dino Issini. Fin dai primi anni, l'emittente propone una programmazione basata sull'informazione, proponendo un telegiornale locale e diverse rubriche di approfondimento. Il bacino si allarga in continuazione, raggiungendo poi l'intero territorio delle Marche e sconfinando nelle province limitrofe. Nel 1988 l'emittente aderisce al circuito Cinquestelle ma l'esperienza dura lo spazio di cinque anni, infatti già nel 1993 torna ad essere una emittente autonoma.
Dal 1980 produce e trasmette ininterrottamente un programma dal nome "La Nostra Gente" che si occupa di ballo popolare, folklore e musica nelle sale da ballo, nelle feste e nelle sagre della regione. Tale programma non ha eguali e risulta una particolarità ed un'originalità di cui l'emittente va particolarmente orgogliosa.

### Gli ultimi anni
L'emittente trasmette in differita le partite della Scavolini Pesaro (Serie A), della Fileni BPA Jesi (lega Due Basket), della Lube Banca Marche Macerata (Serie A1 maschile (pallavolo)), della Scavolini Pesaro (Serie A1 femminile (pallavolo)), della Fortezza Recanati (DNA Basket), dei 2 club di Loreto di A2 di volley oltre a sintesi dei campionati minori di calcio, basket e pallavolo, trovano spazio anche il ciclismo e le bocce con delle rubriche settimanali. Nell'autunno 2011 si accorda con la Scavolini Pesaro di basket per la trasmissione in diretta delle trasferte di campionato non trasmesse da RAI o La7.
A fine agosto 2013 cessa la produzione diretta dei contenuti.
A luglio del 2021 la svolta, con l'ingresso della nuova proprietà nelle persone fisiche di due noti imprenditori (Gabellini Claudio detiene la legale rappresentanza ed è socio con l'80% mentre Morosini Mariano è il socio di minoranza con il 20% delle quote),  che credono molto nella regione Marche, hanno investito molto, nelle risorse umane e nella tecnologia generando 3 sedi; quella centrale di Recanati, una nel nord delle Marche, a Fano ed una nel sud delle Marche, ad Ascoli Piceno; il tutto con l'unico scopo di unire la regione mettendo i marchigiani al centro del loro progetto editoriale.
La stessa proprietà con il fine di rendere complementare l'investimento, acquisisce nel giugno del 2022 il giornale online You Tvrs fondato da Andrea Busiello che rimane della stessa testata giornalistica il direttore Responsabile .

### Frequenza di trasmissione DTT
Canale 43 UHF su tutto il territorio marchigiano, la diffusione è operata mediante 50 impianti, raggiungendo il 94% degli abitanti.